# Інститут державного управління у сфері цивільного захисту
Інститут державного управління у сфері цивільного захисту — навчально-науковий підрозділ, акредитований за IV рівнем. Розташований в Подільському районі міста Києва за адресою — вулиця Вишгородська, 21. 
Інститут створений постановою Кабінету Міністрів України від 7 лютого 2001 року № 133 «Про створення Всеукраїнського науково-дослідного інституту цивільного захисту населення і територій від надзвичайних ситуацій техногенного та природного характеру та Інституту державного управління у сфері цивільного захисту» з метою реалізації завдань Єдиної державної системи щодо підвищення кваліфікації та перепідготовки керівних кадрів і фахівців для потреб центральних та місцевих органів виконавчої влади, у сфері цивільного захисту, та забезпечення діяльності міжгалузевої системи функціонального навчання на рівні областей, міст, регіонів.

## Історія
До свого створення у 2001 році Інститут функціонував, як:
- міжрегіональні курси місцевої протиповітряної оборони — 1932 рік, завданням яких була підготовка керівного складу МПВО;
- Республіканські курси ЦО УРСР — 1961 рік — основне завдання — підвищення кваліфікації керівного складу ЦО України;
- 213-і Республіканські курси ЦО УРСР, відповідно Розпорядження Ради Міністрів УРСР від 5 березня 1969 року № 173—011рс;
- Центральні державні курси цивільної оборони, промислової та екологічної безпеки України, реорганізовані Постановою Кабінету Міністрів України від 10 травня 1994 року № 229 «Про затвердження Положення про Цивільну оборону України»[2] і на які було покладено завдання з підготовки і перепідготовки керівного складу Цивільної оборони України, надання допомоги природоохоронним та іншим органам, що причетні до забезпечення промислової та екологічної безпеки.

Як освітня структура в системі МНС України, інститут функціонує на підставі Постанови Кабінету Міністрів України від 7 лютого 2001 року № 133 «Про створення Всеукраїнського науково-дослідного інституту цивільного захисту населення і територій від надзвичайних ситуацій техногенного та природного характеру та Інституту державного управління у сфері цивільного захисту», що реалізовано наказами МНС України від 21 лютого 2001 року № 45 «Про реорганізацію Центральних державних курсів Цивільної оборони, промислової та екологічної безпеки України в Інститут державного управління у сфері цивільного захисту» та від 4 квітня 2001 року № 82 «Про переформування Центральних державних курсів Цивільної оборони, промислової та екологічної безпеки України в Інститут державного управління у сфері цивільного захисту» і відповідно до Наказу МНС України від 4 квітня 2001 року № 82 введений в дію штат № 51/227-51, чисельністю — 14 військовослужбовців і 53 працівники.
На початку 2004 року, з метою розширення кола завдань, покладених на Інститут, залучення до перепідготовки та підвищення кваліфікації працівників органів та підрозділів цивільного захисту МНС, розпорядженням Кабінету Міністрів від 14 січня 2004 року № 10-р «Про утворення Академії цивільного захисту України», Інститут став навчально-науковим підрозділом, який функціонує в структурі Академії цивільного захисту України, акредитованого за IV рівнем (відповідно розпорядження Кабінету Міністрів України від 25 травня 2006 року № 290-р Академія цивільного захисту реорганізована в Університет цивільного захисту України), відповідно Наказу МНС України від 20 червня 2006 року № 379 введений в дію штат № 85/1, чисельністю — 24 військовослужбовця і 65 працівників.
Розпорядженням Кабінету Міністрів України від 31 серпня 2011 року № 814-р “Питання Інституту державного управління у сфері цивільного захисту” Інститут перейшов у підпорядкування Міністерства надзвичайних ситуацій України і є галузевим навчальним закладом післядипломної освіти Міністерства надзвичайних ситуацій. 
Його функціонування визначено наказом МНС України від 08.09.2011 року №972 «Про забезпечення функціонування Інституту державного управління у сфері цивільного захисту як галузевого навчального закладу післядипломної освіти».

## Керівники
За роки існування Інституту його очолювали високопрофесійні керівники:
| період                       | ПІБ | посада                                                                                               |
| ---------------------------- | --- | --- |
| 1969—1979                    | полковник Артамонов Костянтин Георгійович                                                                                              | начальник Республіканських курсів ЦО УРСР                                                            |
| 1979—1985                    | полковник Фесенко Борис Степанович | начальник Республіканських курсів ЦО УРСР                                                            |
| 1986—1990                    | полковник Харченко Борис Юрійович | начальник Республіканських курсів ЦО УРСР                                                            |
| 1990—1996                    | полковник Гайсюк Віктор Григорович | начальник Центральних державних курсів цивільної оборони, промислової та екологічної безпеки України |
| 1997—2000                    | підполковник Недєлін Ігор В'ячеславович                                                                                                | начальник Центральних державних курсів цивільної оборони, промислової та екологічної безпеки України |
| 2000—2004                    | полковник Баклан Валерій Олександрович                                                                                                 | начальник Інституту                                                                                  |
| 2004—2005                    | генерал-майор внутрішньої служби Шкарабура Микола Григорович                                                                           | начальник Інституту                                                                                  |
| 2005—2007                    | генерал-майор внутрішньої служби Болотських Михайло Васильович                                                                         | начальник Інституту                                                                                  |
| 2008—2010                    | доктор юридичних наук Полюхович Валерій Іванович                                                                                       | начальник Інституту                                                                                  |
| 2010                         | генерал-майор служби цивільного захисту Босак Віктор Васильович                                                                        | начальник Інституту                                                                                  |
| грудень 2010—2012            | генерал-майор служби цивільного захисту к.і.н., доцент, с.н.с., «Заслужений працівник цивільного захисту» Андрієнко Василь Миколайович | начальник Інституту                                                                                  |
| грудень 2013— теперішній час | доктор наук з державного управління, доцент, Заслужений лікар України Волянський Петро Борисович                                       | в.о. начальника Інституту                                                                            |